# Teledienst
Teledienst ist ein Rechtsbegriff aus dem früheren Teledienstegesetz. Seit 1. März 2007 wird stattdessen der umfassendere Rechtsbegriff Telemedien im Telemediengesetz verwendet.

## Rechtliche Regelung
Das Teledienstegesetz regelte unter anderem Fragen der Informationspflichten (§§ 7, 8 TDG) und der Haftung (§§ 8–11 TDG) von Diensteanbietern im Internet. Sein Geltungsbereich war eröffnet, wenn ein Teledienst vorlag (§ 2 TDG). Nach § 2 Absatz 1 TDG bezeichnete dieser Rechtsbegriff
- alle elektronischen Informations- und Kommunikationsdienste,
- die für eine individuelle Nutzung von kombinierbaren Daten wie Zeichen, Bilder oder Töne bestimmt waren und
- denen eine Übermittlung mittels Telekommunikation zugrunde lag.

§ 2 Absatz 2 TDG definierte mehrere Beispiele. Teledienste waren danach unter anderem
- Angebote zur Individualkommunikation (z. B. Online-Banking, E-Mail)
- Angebote zur Information oder Kommunikation, soweit nicht die redaktionelle Gestaltung zur Meinungsbildung für die Allgemeinheit im Vordergrund stand (z. B. Börsenticker, Wetter- oder Verkehrsdaten, Online-Kataloge)
- Angebote zur Nutzung des Internets (Access-Provider)
- Angebote zur Nutzung von Telespielen
- Angebote von Waren oder Dienstleistungen in elektronisch abrufbaren Datenbanken mit interaktivem Zugriff und unmittelbarer Bestellmöglichkeit (Online-Shops)

## Abgrenzungsfragen
Rechtsdogmatisch waren Reichweite und Grenzen des Begriffs Teledienst umstritten. In der Fachliteratur wurden vor allem für die Abgrenzung zu den Mediendiensten nach dem Staatsvertrag über Mediendienste unterschiedliche Auffassungen vertreten.
Teledienstegesetz und Staatsvertrag über Mediendienste traten zum 1. März 2007 außer Kraft. Die Begriffe Teledienst und Mediendienst sind seitdem im umfassenderen Begriff Telemedien des Telemediengesetzes aufgegangen. Die früheren Abgrenzungskriterien zwischen Telediensten und Mediendiensten werden in der Fachliteratur teilweise noch zur Bestimmung derjenigen Telemedien herangezogen, für die besondere Anforderungen im Abschnitt Telemedien des Staatsvertrages über Rundfunk und Telemedien (§§ 54 – 61 RStV) zu beachten sind.